# (25013) 1998 QR
(25013) 1998 QR est un astéroïde de la ceinture principale d'astéroïdes découvert en 1998.

## Description
(25013) 1998 QR a été découvert le 17 août 1998 à l'observatoire Kleť, en République tchèque, en Bohême-du-Sud, par l'Observatoire Kleť.

### Caractéristiques orbitales
L'orbite de cet astéroïde est caractérisée par un demi-grand axe de 2,33 UA, un périhélie de 2,010 UA, une excentricité de 0,010 et une inclinaison de 4,19° par rapport à l'écliptique. Du fait de ces caractéristiques, à savoir un demi-grand axe compris entre 2 et 3,2 UA et un périhélie supérieur à 1,666 UA, il est classé, selon la JPL Small-Body Database, comme objet de la ceinture principale d'astéroïdes.

### Caractéristiques physiques
(25013) 1998 QR a une magnitude absolue (H) de 14,4 et un albédo estimé à 0,394.